# Courier (betűtípus)
A Courier egy aránytalan betűtípus. 

## Története
Az 1950-es években az IBM fejlesztette ki, hogy ezeket használják az írógépeken. Mivel nem védették le, hamarosan szabványos betűtípus lett az írógépiparban. Újra felfedezték az elektronikus világban is azokban a helyzetekben, ahol karakteroszlopoknak függőlegesen egymás alatt kell lenniük.

## Lásd még
- Betűtípusok listája